# Carrettové
Carettové, či Carrettové, italsky Del Carretto, nebo jen Carretto, později Carretto-Millesimo, je šlechtický rod severoitalského aleramského původu, který se dělil do několika větví v oblastech západní Ligurské riviéry a Dolního Piemontska. Od poloviny 17. století do 19. století se rozšířila také česká rodová větev Carretto-Millesimové

## Dějiny

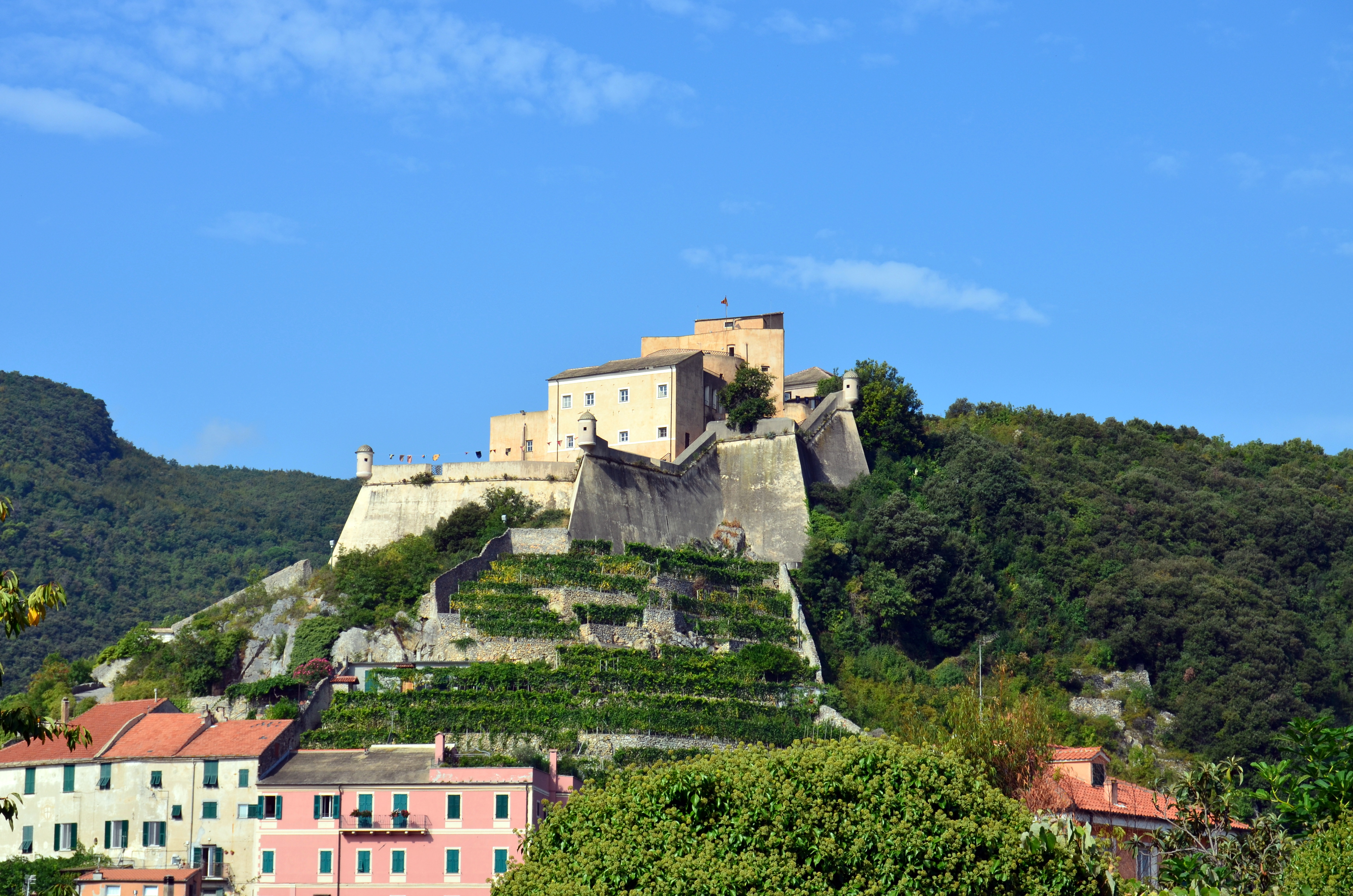
Hrad del Carrettů ve Finalborgo

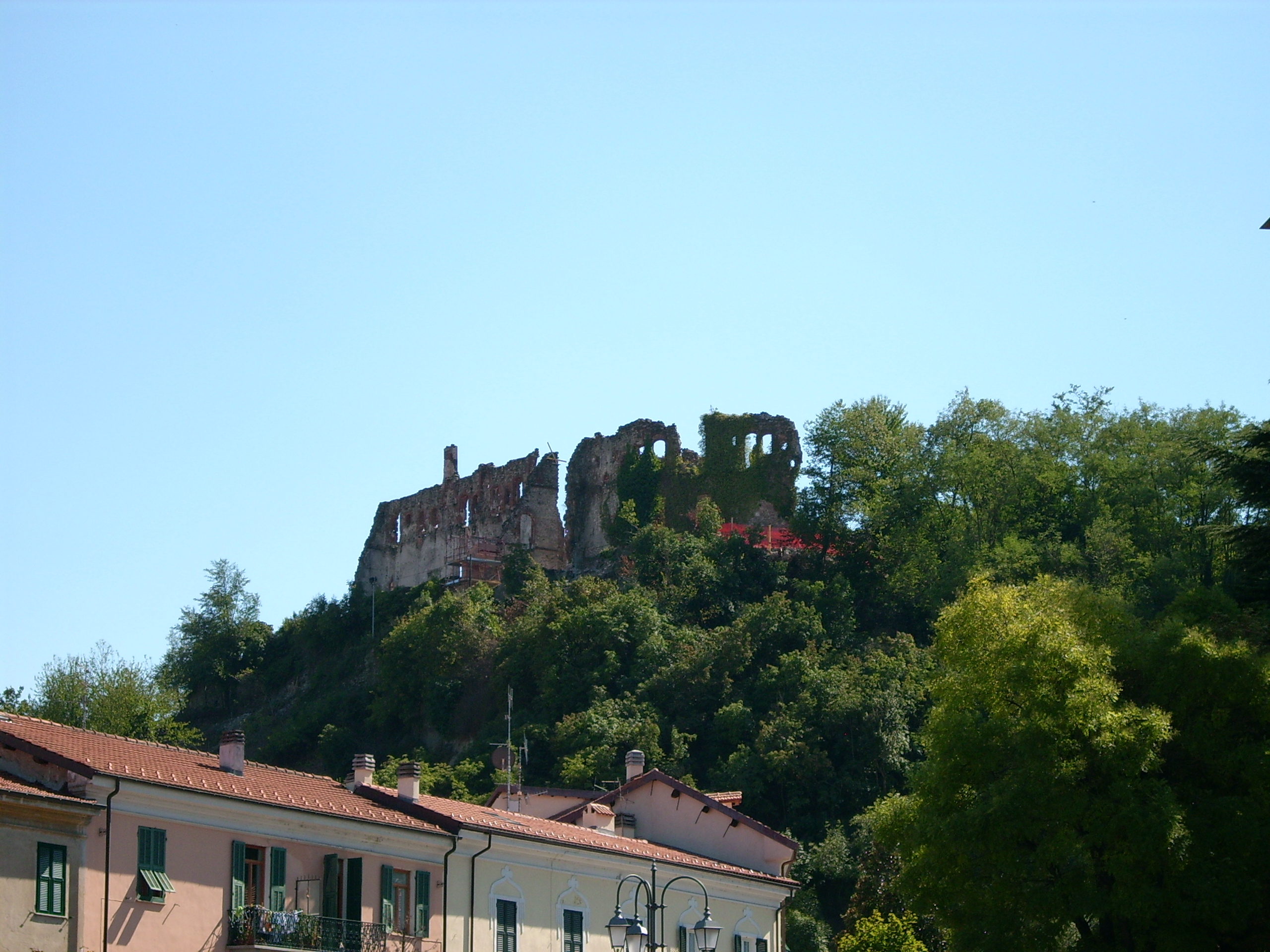
Zbytky hradu v Cairo Montenotte

Zakladatelem rodu byl Jindřich z Vasta, syn Bonifáce, pán západní Ligurie a jižního Piemontska. Jindřich je také znám jako Jindřich I. z Carretta, ačkoli on sám nikdy toto jméno neužíval.
Jindřich z Vasta, markrabě ze Savony a jeden z hlavních spojenců Bedřicha Rudovouse, měl dva syny, Otu a Jindřicha, kteří si po jeho smrti (kolem roku 1185) rozdělili jeho panství. Území se dále dělila mezi jejich potomky na mnoho nezávislých feudálních panství, příležitostně spojené ve svazku ghibellinské orientace. Od roku 1496 markrabata z Finale vykonávali jako první úřad "císařského vikáře pro markrabství savonské a clavesanské".

### TerziereNovello
Rozsáhlé panství mohlo být nabyto skrze udělení císařem Karlem IV. bratrům Antonínovi, Albertovi, Jindřichovi, Franceschinovi a Manfredovi, synům jistého Jakuba z Carretta, prvorozeného syna Jindřicha z Novella. Tato skutečnost ustanovená 2. února 1354 potvrzuje prastará privilegia rodu na panstvích Novello, Monchiero, Sinio, Albaretto della Torre, Arguello, Serravalle Langhe, Bossolasco, Gorzegno, Mombarcaro, Lodisio, Castino, Cerretto Langhe, společně s částmi Cosserie, Millesima a Carcare.
Tato panství připadla zejména dvěma synům Antonína, Jakubovi a Thetovi, kteří položili základ dvěma liniím markrabat z Novella, a markrabata z Gorzegna. Jindřich pak zdědil Bossolasco a Serravalle Langhe, avšak jeho vnuk Jan Bartoloměj měl pouze dcery, tudíž ve druhé polovině 15. století se jeho panství rozmělnila poměrnou částí mezi dědice, k nimž patřil mj. také Karel Carrettský z Zuccarella.
Jakub však koupil od Alberta z Carretta, z rodové linie Dego-Cairo, a od markrabat z Ponzone panství Spigno, jež se stalo součástí dědictví jeho mladšího syna Manfreda. Ten, mj. zřejmě také s manželkou Elianou, dcerou Manfreda, svobodného pána z Caira a Cortemilie, z ottonské linie rodu, vyženil značné věno.
Manfredův prvorozený syn František založil rozrod pánů ze Spigna, jehož mužská linie vymřela na počátku 16. století. Markrabství Spigno tak přešlo na Ludvíka Asinariho syna Kateřiny, poslední z rodu Carretto ze Spigna.
Lodisio neboli Ludovico, druhorozený syn Manfreda, měl pak panství Prunetto, Levice a Brovida (obec Brovida byla roku 1929 rozdělena mezi větve rodu Dego a Cairo). Lodisio je získal od Filipa Viscontiho v roce 1431. Větev pánů z Prunetta vymřela v polovině 16. století. Poslední potomek rodu, Anna z Carretta, se roku 1560 vdala za Galeazza Scarampa, hraběte z Roccaverana.
Ve 20. století z terziere Novello vzešla linie Carrettů z Torre Bormida a Bergolo a neapolští Carrettové.

### TerziereMillesimo
Carrettové z Millesima se rozdělili na vícero větví, často s nepříliš dlouhým trváním. Na počátku 15. století bratři Konrád II. a Oddonino založili jednak markraběcí linie z Grany a Millesima a na straně druhé linie hrabat z Cengia a Millesima.

#### Markrabata zGrany
Konrád II. byl správcem měst Verona a Janov a následně také velvyslancem milánského vévody u českého, francouzského a anglického krále. Zemřel roku 1452 nedaleko Jeruzaléma. Jeho potomci se stali dvořany monferratských markrabat a následně rodu Gonzagů, vévodů z Mantovy, a pánů z Monferrata po vymření Palaiologů, význačných svými intelektuálními schopnostmi. Nejznámějšími členy rodu byli:
- Fabrizio – velmistr řádu johanitů
- Galeotto (1455–1530), historik, básník a autor komedií
- Jiří (Giorgio) (zemřel kolem roku 1590) spisovatel, matematik a znalec práva

Roku 1588 se Prospero oženil s milenkou vévody Vincenza Gonzagy, Anežkou Argottovou, a byl odměněn titulem markrabě z Grany. Vévoda byl pravděpodobně skutečným otcem dvou Prosperových dětí. Chlapec, František Antonín, se podle příkladu předků z rodu Gonzagů proslavil v císařské armádě. Také syn Františka Antonína, Otto Jindřich z Carretta (1639–1685), jenž byl posledním potomkem větve z Grany a Millesima, dosáhl věhlasu v 17. století v Německu. Stal se generálmajorem císařského vojska za panování Leopolda I., v průběhu holandské války porazil Francouze pod vedením Créquyho v bitvě u Konzer Brücke, 11. srpna 1675.

#### Hrabata zCengiaa Millesima

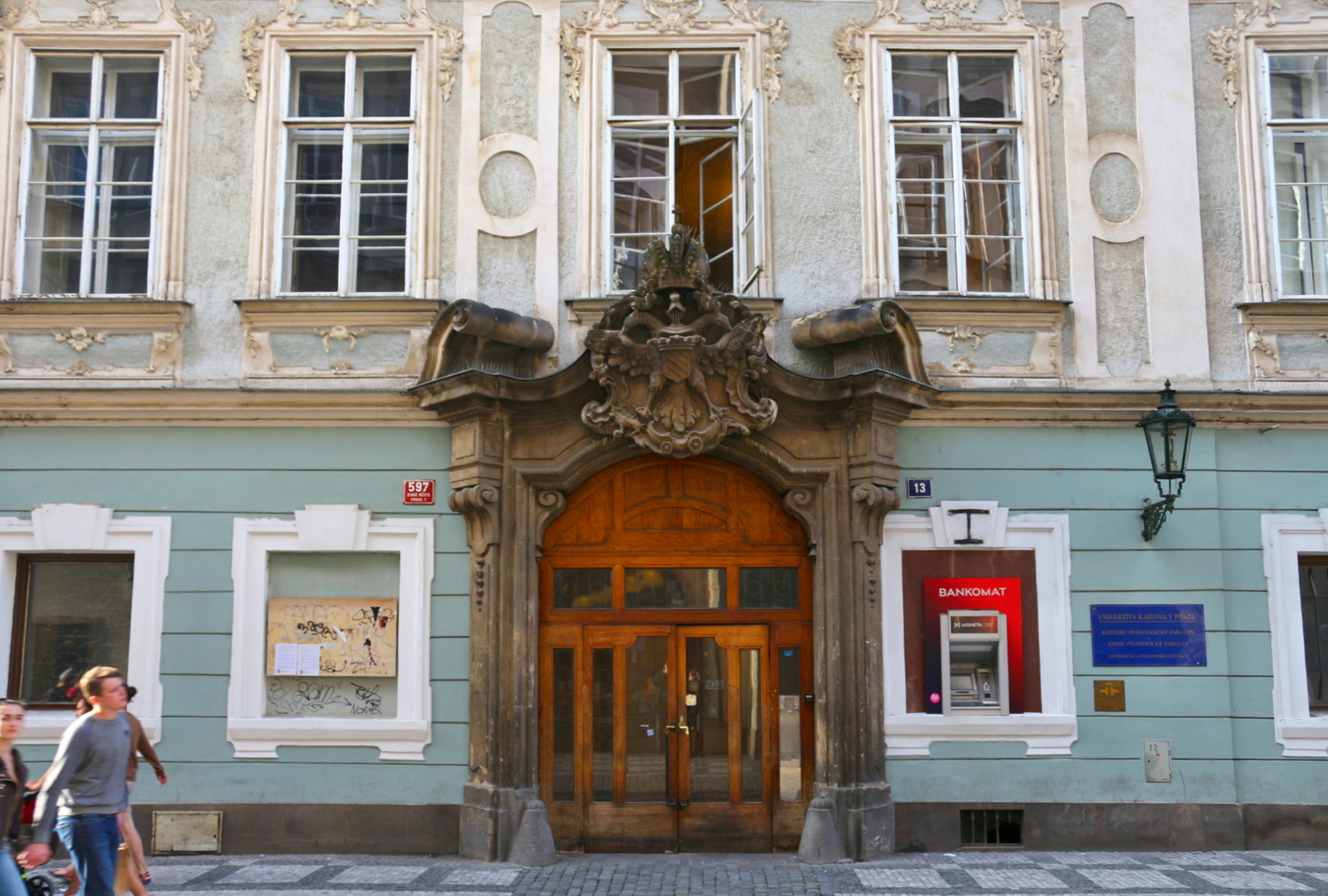
Průčelí Millesimovského paláce v Celetné ulici v Praze s rodový erbem Carrettů.

Také Oddonino a jeho potomci byli poddanými markrabat monferratských a nakonec vévodského rodu Savojských.

### Česká rodová větev
Jeden z druhorozených synů předchozí větve, Štěpán , který zemřel roku 1624, založil českou rodovou větev s panstvím ve východních Čechách. Carettové vybudovali zámek ve Vilémově, drželi Ronov nad Doubravou a působili v Čechách až do poloviny 19. století.
- Johana Barbora Eusebie Carretto-Cavriani-Millesimo roku 1699 spojila novostavbu svého paláce v Praze na Novém městě v Panské ulici čp.896a/I se sousedními domy 896b/I, 896c/I a se zahradou.
- Jan Josef hrabě Carretto-Cavriani-Millesimo byl stavebníkem druhého pražského paláce. Jeho erb byl vytesán nad vchodem pražského Millesimovského paláce čp. 597/I v Celetné ulici č.o. 13. Originál pískovcového erbu je vystaven v Lapidáriu Národního muzea v Praze.

## Markrabství Carretto
Jindřich I. a jeho potomci "z Carretta" stále užívali titulu "markrabě savonský" a nikoli "di Carretto" či "del Carretto". Ačkoli na panstvích Jindřicha z Vasta byl také hrad v samotném Carrettu, části obce Cairo Montenotte, ten však měl podružný význam a proto se nikdy nestal trvalým sídlem ani Jindřichovým ani jeho potomků. Rod proto obvykle není spojován s "carrettským markrabstvím", od kterého by odvozoval své jméno, také proto, že území bylo spojeno jménem "z Carretta", které nebylo používáno jako příjmení a když to bylo přijato potomky Jindřicha, území již bylo rozděleno a hrad patřil pravděpodobně někomu z rodu. V mapách 17.–18. století se však někdy tento název objevuje k označení markrabství Milejšími, na jehož území se nacházel katastr Carretto, část obce Cairo Montenotte.

## Jméno
Rodové jméno z Carretta je jen jednou ze čtyř podob, ve kterých se jméno objevuje. Potomci Jindřicha del Vasto často své dokumenty podepisovali pouze Carretto resp. Carretus, bez předložky. Rovněž používali verzi dal carretto. Nejmladší, avšak v historiografii nejrozšířenější varianta je del Carretto, přičemž malé písmeno má zřejmě znamenat příslušnost k obci Carretto, součást Cairo Montenotte, vykládaný a překládaný latinským de carreto, jako určení geografického původu (ostatně bez jakékoli zmínky v dokumentech). Rozšíření této varianty je následek politické pozice po staletí soustavně udržované Janovskou republikou, s cílem neuznat Carrettům titul savonských markrabat (o čemž také svědčí častá frekvence jeho užití v carrettovských dokumentech, ale jeho naprostá absence ve všech pojednáních ze strany Republiky vůči Carrettům). Roku 1642 Raffaele Della Torre, věhlasný janovský politik, ve své obšírné Cyrologii vymyslel, že jméno pochází od smyšleného "markrabství carrettského", a tudíž mělo být důkazem, že Carrettové nepocházejí od savonského markraběte Jindřicha z Vasta. Teorie byla zaměřena na popřední práv španělských panovníků k vylodění v přístavu Vado a celkově popíralo jakákoli práva ohledně Savony. Tato práva, založená na dohodě Filipa II. s posledním carrettským markrabětem z Finale, byla krátce předtím potvrzena v investituře Filip IV z roku 1639.

## Erb
Erb rodu Carrettů představuje pět kosých červených pruhů ve zlatém poli.